# 冯佳晨
冯佳晨，中国内地舞蹈演员，“陕西文旅推荐使者”。
2019年11月因在西安市大唐不夜城身穿古装表演真人版“不倒翁”窜红网络，被称为“不倒翁小姐姐”。2021年9月担任中国第十四届全国运动会和残特奥会火炬第八棒火炬手。